# Los Borrachos del Tablón
Los Borrachos del Tablón é a principal barra brava do Club Atlético River Plate. Foi fundada nos anos 60. É uma das barras bravas argentinas mais famosas em todo mundo e uma das mais fortes do futebol argentino
 e sul-americano, juntamente com "La Barra Del Rojo" do Independiente, "Jugador N°12" do Boca Juniors e La Butteler do San Lorenzo de Almagro
Os seus principais meios de financiamento incluí a revenda de bilhetes para os jogos, venda de droga e funcionam como grupo de choque para alguns partidos políticos.
Ultimamente esta barra brava é marcada por uma guerra interna pela liderança. Esta guerra é disputada pelos dois grupos principais: o grupo dos irmãos Alan e William Schlenker e Adrien Rosseau. Estes acontecimentos não clarificaram a liderança e foram agravados pelo assassinato no dia 9 de Agosto de 2007, de um elemento da barra brava e braço direito do líder de um dos grupos. Apesar desta situação os confrontos continuam e ficaram marcados pela existência de dois feridos e destruição dos pneus de viaturas pertencentes a jogadores, dirigentes e equipa técnica logo após a derrota para o Racing Club.